# Carla Marchelli
Carla Marchelli (Genova, 3 aprile 1935) è un'ex sciatrice alpina italiana.
Era sorella di Maria Grazia, a sua volta sciatrice alpina di alto livello.

## Biografia
Nata a Genova, crebbe a Cortina d'Ampezzo, dove la sua famiglia si era rifugiata durante la seconda guerra mondiale dopo il primo bombardamento sulla città.
Prese parte ai VII Giochi olimpici invernali di Cortina d'Ampezzo 1956, classificandosi 6ª nella discesa libera. Due anni dopo, ai Mondiali di Bad Gastein 1958, vinse la medaglia di bronzo nella medesima specialità.
Agli VIII Giochi olimpici invernali di Squaw Valley 1960, l'ultima competizione internazionale in cui ottenne risultati di rilievo, si piazzò 9ª nella discesa libera, 5ª nello slalom gigante e 15ª nello slalom speciale e fu 6ª nella combinata, valida soltanto ai fini dei Mondiali 1960.

## Palmarès

### Mondiali
- 1 medaglia:
  - 1 bronzo (discesa libera a Bad Gastein 1958)

### Campionati italiani
- 7 medaglie[3]:
  - 3 ori (discesa libera nel 1954; slalom gigante nel 1955; slalom gigante nel 1957)
  - 2 argenti (discesa libera nel 1953; discesa libera nel 1956)
  - 2 bronzi (slalom gigante nel 1953; slalom speciale nel 1956)